# Ионов, Пётр Иванович
Пётр Иванович Ионов (14 июля 1909, Ртищево, Саратовская губерния — 2 ноября 1995) — советский военный, государственный и политический деятель, генерал-лейтенант.

## Биография
Родился 14 июля 1909 года в Ртищеве. В 1939 году вступил в ВКП(б).
С 1927 года служил в пограничных войсках. С 1942 года — начальник штаба, с 1945 — начальник 57-го ПОГО УПВ НКВД Приморского округа.
В 1949—1950 годы — заместитель начальника УПВ МВД на Тихом океане, в 1951—1953 — заместитель начальника штаба ГУПВ МГБ СССР.
С 1953 года — заместитель начальника 1-го Управления штаба ГУПВВ МВД СССР, в 1957—1959 — начальник 1-го отдела, заместитель начальника штаба ГУПВ КГБ СССР. 15 июля 1957 года присвоено звание «генерал-майор».
В 1959—1963 годы — начальник УПВ КГБ Ленинградского округа; с марта 1963 по декабрь 1968 года — начальник войск Северо-Западного пограничного округа КГБ. 10 декабря 1964 года присвоено звание «генерал-лейтенант».
С 1968 года — 1-й заместитель начальника ГУПВ КГБ СССР. В 1973 г. вышел в отставку.
Избирался депутатом 7-го созыва Верховного Совета РСФСР; членом Ленинградского обкома партии и депутатом Ленинградского Совета депутатов трудящихся.
Умер 2 ноября 1995 года. Похоронен в Москве.

## Награды
- орден Ленина[1]
- три ордена Красного Знамени[2]
- Орден Красной Звезды
- медали, в том числе:
  - «За победу над Германией»
  - «За победу над Японией»[4].